# KrolStonE Continental Team
KrolStonE Continental Team was een Nederlandse continentale wielerploeg. Het team kwam uit in de continentale circuits van de UCI. De KrolStonE-ploeg is gelieerd aan de Hoogeveense wielersportvereniging De Peddelaars.
De ploeg bestond sinds 2006 en werd gesponsord door een accountant- en adviseursbedrijf. Ploegmanager was Marco Akkermans, Rudi Nagengast was eerste ploegleider en werd in zijn taken bijgestaan door Allard Engels.
Het team had een rood-wit-zwart shirt. Na het seizoen 2009 hield de ploeg op te bestaan.
Bekende oud-renners zijn Lieuwe Westra, Pim Ligthart, Jos Pronk, Martijn Verschoor en Niels Scheuneman. Zij behaalden in 2007 (een) en 2008 (vijf) de enige profzeges voor de ploeg. In de Tour du Loir-et-Cher 'Edmond Provost' van 2008 werden zelfs drie etappes gewonnen door de ploeg.